# Iōannīs Kōstī
Iōannīs Kōstī (in greco Ιωάννης Κωστή?; Larnaca, 17 marzo 2000) è un calciatore cipriota, centrocampista del Levadeiakos.

## Carriera

### Club
Cresciuto calcisticamente nelle giovanili del Nea Salamis, Kosti ha fatto il suo debutto in prima squadra il 14 maggio 2016, in occasione dell'incontro Nea Salamis-AEK Larnaca (3-2), entrando al minuto '93 al posto di Pedrito.

### Nazionale
Kosti ha debuttato con la nazionale cipriota l'8 giugno 2019, nella partita Scozia-Cipro (2-1), valevole per le qualificazioni a Euro 2020, entrando al minuto '70 al posto di Matija Špoljarić.

## Statistiche

### Cronologia presenze e reti in nazionale
| Cronologia completa delle presenze e delle reti in nazionale ― Cipro | Cronologia completa delle presenze e delle reti in nazionale ― Cipro | Cronologia completa delle presenze e delle reti in nazionale ― Cipro | Cronologia completa delle presenze e delle reti in nazionale ― Cipro | Cronologia completa delle presenze e delle reti in nazionale ― Cipro | Cronologia completa delle presenze e delle reti in nazionale ― Cipro | Cronologia completa delle presenze e delle reti in nazionale ― Cipro | Cronologia completa delle presenze e delle reti in nazionale ― Cipro |
| Data                                                                 | Città                                                                | In casa                                                              | Risultato                                                            | Ospiti                                                               | Competizione                                                         | Reti                                                                 | Note                                                                 |
| -------------------------------------------------------------------- | -------------------------------------------------------------------- | -------------------------------------------------------------------- | -------------------------------------------------------------------- | -------------------------------------------------------------------- | -------------------------------------------------------------------- | -------------------------------------------------------------------- | -------------------------------------------------------------------- |
| 8-6-2019                                                             | Glasgow                                                              | Scozia                                                               | 2 – 1                                                                | Cipro                                                                | Qual. Euro 2020                                                      | -                                                                    | 70’                                                                  |
| 11-6-2019                                                            | Nižnij Novgorod                                                      | Russia                                                               | 1 – 0                                                                | Cipro                                                                | Qual. Euro 2020                                                      | -                                                                    |                                                                      |
| 6-9-2019                                                             | Nicosia                                                              | Cipro                                                                | 1 – 1                                                                | Kazakistan                                                           | Qual. Euro 2020                                                      | -                                                                    | 73’                                                                  |
| 9-9-2019                                                             | Serravalle                                                           | San Marino                                                           | 0 – 4                                                                | Cipro                                                                | Qual. Euro 2020                                                      | -                                                                    |                                                                      |
| 10-10-2019                                                           | Astana                                                               | Kazakistan                                                           | 1 – 2                                                                | Cipro                                                                | Qual. Euro 2020                                                      | -                                                                    |                                                                      |
| 13-10-2019                                                           | Nicosia                                                              | Cipro                                                                | 0 – 5                                                                | Russia                                                               | Qual. Euro 2020                                                      | -                                                                    |                                                                      |
| 16-11-2019                                                           | Nicosia                                                              | Cipro                                                                | 1 – 2                                                                | Scozia                                                               | Qual. Euro 2020                                                      | -                                                                    |                                                                      |
| 19-11-2019                                                           | Bruxelles                                                            | Belgio                                                               | 6 – 1                                                                | Cipro                                                                | Qual. Euro 2020                                                      | -                                                                    | 81’                                                                  |
| 7-10-2020                                                            | Larnaca                                                              | Cipro                                                                | 1 – 2                                                                | Rep. Ceca                                                            | Amichevole                                                           | -                                                                    | 46’                                                                  |
| 21-3-2025                                                            | Larnaca                                                              | Cipro                                                                | 2 – 0                                                                | San Marino                                                           | Qual. Mondiali 2026                                                  | -                                                                    | 63’                                                                  |
| 24-3-2025                                                            | Zenica                                                               | Bosnia ed Erzegovina                                                 | 2 – 1                                                                | Cipro                                                                | Qual. Mondiali 2026                                                  | -                                                                    | 72’                                                                  |
| 6-6-2025                                                             | Plovdiv                                                              | Bulgaria                                                             | 2 – 2                                                                | Cipro                                                                | Amichevole                                                           | -                                                                    | 46’                                                                  |
| 10-6-2025                                                            | Bucarest                                                             | Romania                                                              | 2 – 0                                                                | Cipro                                                                | Qual. Mondiali 2026                                                  | -                                                                    | 46’                                                                  |
| Totale                                                               |                                                                      | Presenze                                                             | 13                                                                   |                                                                      | Reti                                                                 | 0                                                                    |                                                                      |